# دانيال رولاند
دانيال رولاند (بالإنجليزية: Daniel Rowland)‏ (1826 - 1 أكتوبر 1891) هو لاعب كريكت بريطاني (وحمل سابقاً جنسية المملكة المتحدة لبريطانيا العظمى وأيرلندا).